# 12796 Kamenrider
12796 Kamenrider è un asteroide della fascia principale. Scoperto nel 1995, presenta un'orbita caratterizzata da un semiasse maggiore pari a 2,3851138 UA e da un'eccentricità di 0,2070961, inclinata di 10,59725° rispetto all'eclittica.
Il suo nome si deve alla serie TV Kamen Rider.